# Jesús Muñoz Calonge
Jesús Muñoz Calonge (Mota del Cuervo, Cuenca, España, 1 de enero de 1976) es un exfutbolista y entrenador español que se desempeñaba como centrocampista. Actualmente es segundo entrenador del Elche CF de la Primera División.

## Trayectoria

### Como jugador
Como jugador, describió una dilatada trayectoria defendiendo los colores del Deportivo de La Coruña, Real Zaragoza, Atlético de Madrid y Albacete, entre otros.

### Como entrenador
Tras colgar las botas, en 2012 comenzaría un periplo durante cinco años como ayudante de Paco Jémez en el Rayo Vallecano y en el Granada CF. También hizo una incursión en el Changchun Yatai, de la Superliga china.
En julio de 2018, se convierte en segundo entrenador del UD Almería de Segunda División para ser segundo entrenador de Francisco Javier Fernández Díaz, durante la temporada 2018-19.
El 23 de septiembre de 2019, es confirmado como entrenador del Hércules CF del Grupo III de Segunda División B, tras la destitución la semana anterior de Lluís Planagumà. En diciembre de 2019, es destituido tras no conseguir remontar la racha negativa del conjunto alicantino ya que en los 11 partidos que estuvo solo sumó 12 puntos y es sustituido por Vicente Mir.
En febrero de 2020, regresa como segundo entrenador de la UD Almería para integrarse en el cuerpo técnico de José María Gutiérrez Hernández.
En agosto de 2020 se convierte en segundo entrenador del Elche CF acompañando a Jorge Almirón.

## Clubes como jugador
| Club                         | País   | Año       |
| ---------------------------- | ------ | --------- |
| Albacete Balompié            | España | 1995-2001 |
| Club Atlético de Madrid      | España | 2001-2002 |
| Real Zaragoza                | España | 2002-2004 |
| Terrassa F. C.               | España | 2004-2005 |
| R. C. Deportivo de La Coruña | España | 2005-2006 |

## Clubes como entrenador
| Club                                 | País   | Año       |
| ------------------------------------ | ------ | --------- |
| Rayo Vallecano (segundo entrenador)  | España | 2012-2016 |
| Granada CF (segundo entrenador)      | España | 2016      |
| Changchun Yatai (segundo entrenador) | China  | 2017      |
| UD Almería (segundo entrenador)      | España | 2018-2019 |
| Hércules CF                          | España | 2019      |
| UD Almería (segundo entrenador)      | España | 2020      |
| Elche CF (segundo entrenador)        | España | 2020-2021 |
| Cádiz CF (técnico asistente)         | España | 2022-     |